# Керн, Герман
Герман Керн (Kern; 1823—1891) — немецкий педагог школы Гербарта, директор гимназии в Берлине.
Изучал филососфию и филологию в Берлинском университете, но в 1841 году перешёл в Лейпцигский университет, где его преподавателем был Готфрид Германн. В 1848 году стал учителем в Кобурге, где преподавал 13 лет. В 1861 году перешёл в школу для девочек в Мюльхайме-ан-дер-Рур на должность директора. В 1865 году приглашён в Берлин в школу Гербарта. В 1876 году сменил Фердинанд Ранке на посту директора королевской гимназии Фридриха Вильгельма. Ушел в отставку в 1891 году и летом того же года скончался. Похоронен на кладбище церкви Святой Троицы в Берлине.

## Труды
- «Ein Beitrag zur Rechtfertigung der Herbartischen Metaphysik» (Кобург, 1849);
- «Die philosoph. Propädeutik in Verbindung mit dem mathem. und physik. Gymnasialunterricht» (Кобург, 1861);
- «Die Koncentration des Unterrichts u. der Realschule» (Мюльгейм, 1863);
- «Zur Realschulenfrage» (Берлин, 1869);
- «Grundriss der Pädagogik» (Берлин, 1873; 4-е изд. 1887 — главный труд Керна)

и др.